# David Wingrove
David Wingrove (nacido en septiembre de 1954 en North Battersea, Londres) es un escritor de ciencia ficción. Es conocido por sus novelas de la serie "Chung Kuo" y como el coautor (junto a Rand y Robyn Miller) de tres novelas de "Myst".

## Biografía
Wingrove trabajó por siete años en la Banca industrial antes de hartarse de ello. Posteriormente asistió a la Universidad de Kent, Canterbury donde estudió Literatura inglesa y americana. Es casado y el nombre de su esposa es Susan, con quien tiene cuatro hijas cuyos nombres son Jessica, Amy, Georgia, y Francesca.

## Obra
Entre 1972 y 1982 escribió alrededor de 300 historias cortas y 15 novelas no publicadas. Luego empezó a trabajar en una obra de nombre A Perfect Art. Entre 1984 y 1988, cuando fue enviada por primera vez, el título fue cambiado en dos ocasiones, primero a A Spring Day at the Edge of the World y finalmente a Chung Kuo título con el que se ha vendido a 18 editoriales alrededor del mundo.

## Chung Kuo
- The Middle Kingdom, El Reino Medio (1989)
- The Broken Wheel, La Rueda Rota (1990)
- The White Mountain, La montaña blanca (1992)
- The Stone Within, La Roca Interior (1993)
- Beneath the Tree of Heaven, Bajo el árbol del Cielo (1994)
- White Moon, Red Dragon, Luna Blanca, Dragón Rojo (1994)
- Days of Bitter Strength, Días de Amarga Fortaleza (1997)
- The Marriage of the Living Dark, La unión de la Oscuridad viva (1999)